# Gush Dan
32°2′N 34°46′Ø / 32.033°N 34.767°Ø
Gush Dan (hebraisk: גּוּשׁ דָּן) er et hovedstadsområde som inkluderer områder fra både Tel Aviv og Center-distriktet af Israel. Det ligger ved Middelhavet og er det største hovedstadsområde i Israel, med en befolkning på omtrent tre millioner mennesker.